# کلستیرامین
کلستیرامین (به انگلیسی: CHOLESTYRAMINE)
رده درمانی: کاهنده چربی خون .
اشکال دارویی: پودر

## موارد مصرف
کلستیرامین اغلب در درمان هایپرکلسترولمی به کار می رود.از کلستیرامین‌ برای‌ کاهش‌ خارش‌ ناشی‌ از افزایش‌ اسیدهای‌ صفراوی‌ به‌ دنبال‌ بیماریهای‌ کبدی‌ نیز استفاده‌ می‌شود.

## مکانیسم اثر
کلستیرامین‌ با متصل‌ شدن‌ به‌ اسیدهای‌ صفراوی‌ و دیگر مواد داخل‌ روده‌ و کمک‌ به‌ دفع‌ آنها از بدن‌ عمل‌ می‌کند. بدین‌ طریق‌ کلسترول‌ و اسیدهای‌ صفراوی‌ اضافی‌ را کاهش‌ می‌دهد

## عوارض جانبی
بیشترین علایم عوارض ناشی از این دارو شامل سردرد، سرگیجه، خواب‌آلودگی، وزوز گوش، درد مفاصل، یبوست، دردشکم، تهوع، بثورات جلدی و کاهش  جذب ویتامین‌های محلول در چربی مانند A ،D و K است.